# Liepaja Port
Liepaja Port är en hamn i Lettland.   Den ligger i kommunen Liepāja, i den västra delen av landet, 200 km väster om huvudstaden Riga. Liepaja Port ligger 2 meter över havet. Runt Liepaja Port är det glesbefolkat, med 9 invånare per kvadratkilometer. Närmaste större samhälle är Liepāja, 1,7 km sydost om Liepaja Port.

## Fartyg som trafikerar hamnen
| Fartygsvarv | Fartyg           | Rutt               |
| ----------- | ---------------- | ------------------ |
| Stena Line  | M/S Stena Flavia | Liepāja–Travemünde |
| Stena Line  | M/S Stena Livia  | Liepāja–Travemünde |